# Tioubi

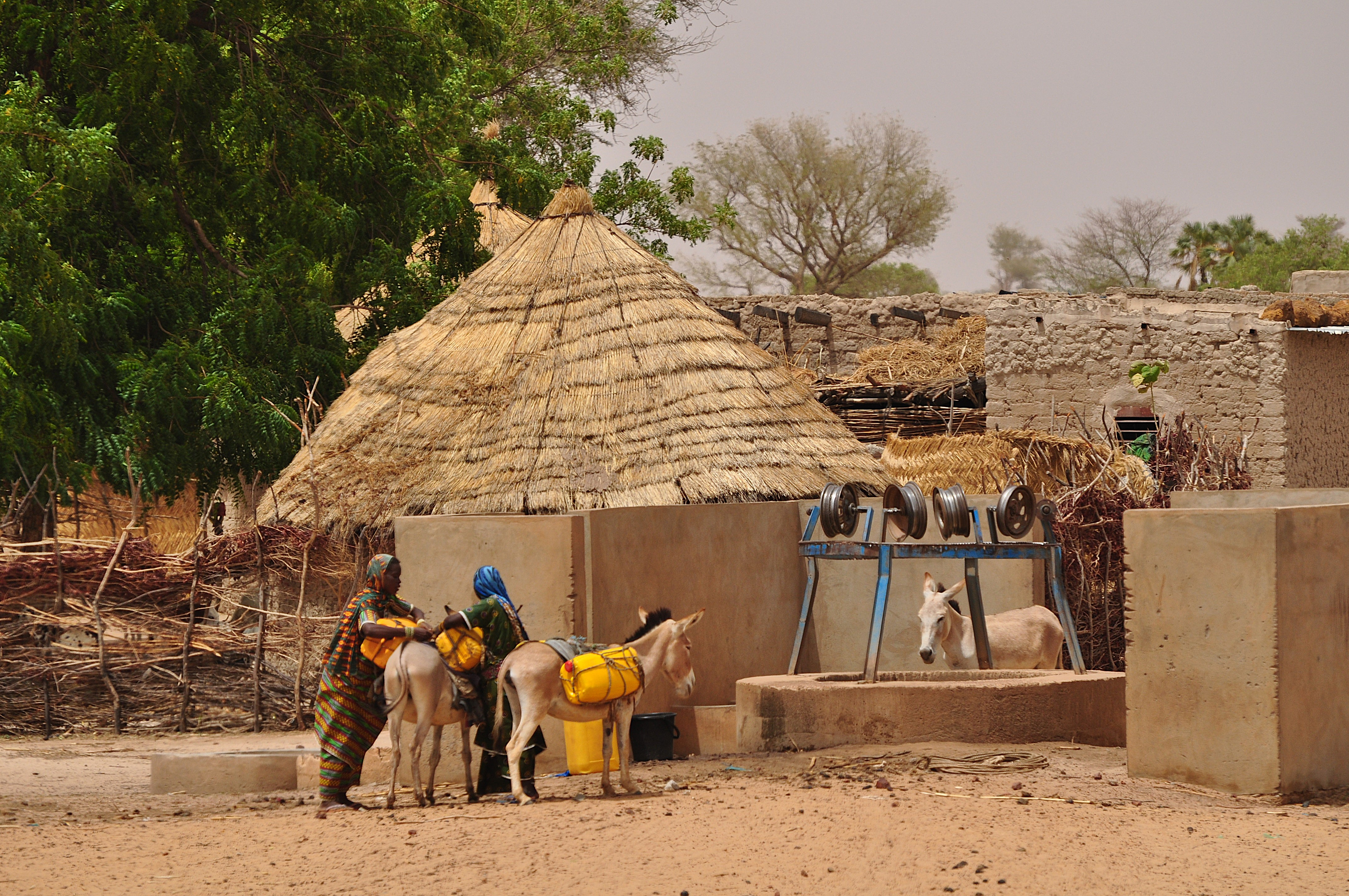
Szene in Tioubi

Tioubi (auch als Tchoubi geschrieben) ist ein Weiler in Niger in der Landgemeinde Kouré, Departement Kollo, Region Tillabéri.

Tioubi liegt an der Route Nationale Nr. 1 zwischen Niamey und Dosso. Das Gebiet um das Dorf wird zur Übergangszone zwischen Sahel und Sudan gerechnet.

## Geschichte
Die Bahnstrecke von Niamey nach Dosso liegt in einer Kurve um Tioubi. Diese Bahn (die im Januar 2016 eröffnet wurde) wurde übrigens nie in Betrieb genommen.

## Bevölkerung
Bei der Volkszählung 2012 hatte das Dorf 532 Einwohner, die in 74 Haushalten lebten.